# Роуз, Уильям (футболист)
Уи́льям Крисп Ро́уз (англ. William Crisp Rose; 1 декабря 1861 — 2 февраля 1937), также известный как Би́лли Ро́уз (англ. Billy Rose) — английский футболист, вратарь. Выступал за ряд английских клубов, включая «Престон Норт Энд» и «Вулверхэмптон Уондерерс», а также за национальную сборную Англии.

## Клубная карьера
С 1877 года выступал за клуб «Смолл Хит» из Бирмингема. В 1882 году стал игроком клуба «Спартанс», годом позже сменившего название на «Суиндон Таун». В 1884 году играл за клубы «Свифтс» и «Суиндон Виктория». В 1885 году играл за любительский клуб «Коринтиан». В том же 1885 году присоединился к клубу «Престон Норт Энд». 1888 году (накануне вступления клуба в Футбольную лигу) покинул Престон, став игроком клуба «Уорик Каунти», а позднее в том же году стал игроком ещё одного клуба Футбольной лиги — «Вулверхэмптон Уондерерс». Играл за команду в первом сезоне Футбольной лиги. Дебютировал за «волков» 2 сентября 1888 года в матче против «Бернли» (победа со счётом 5:1). В сезоне 1892/93 помог «Вулверхэмптону» выиграть Кубок Англии, обыграв в финальном матче «Эвертон» со счётом 1:0.
В мае 1894 года покинул «Уондерерс», сезон 1894/95 провёл в составе клуба «Лафборо» в Лиге Мидленда. В 1895 году вернулся в «Вулверхэмптон Уондерерс», где провёл ещё один сезон. Всего за «волков» он провёл 155 матчей, 34 из них — «всухую». Свой последний матч за клуб он провёл 5 февраля 1896 года: это была игра первого раунда Кубка Англии против «Ноттс Каунти». В том же году он завершил карьеру футболиста.

## Карьера в сборной
23 февраля 1884 года дебютировал за сборную Англии в матче против сборной Ирландии, в котором англичане одержали победу со счётом 8:1. Это был первый матч в истории Домашнего чемпионата Великобритании.
Всего провёл за сборную Англии 5 матчей.

#### Список матчей за сборную
| № | Дата            | Стадион                    | Соперник  | Результат | Турнир                  |
| - | --------------- | -------------------------- | --------- | --------- | ----------------------- |
| 1 | 23 февраля 1884 | «Баллинафей Парк», Белфаст | Ирландия  | 8:1       | Домашний чемпионат 1884 |
| 2 | 15 марта 1884   | «Кэткин Парк», Глазго      | Шотландия | 0:1       | Домашний чемпионат 1884 |
| 3 | 17 марта 1884   | «Рейскорс Граунд», Уэльс   | Уэльс     | 4:0       | Домашний чемпионат 1884 |
| 4 | 13 марта 1886   | «Баллинафей Парк», Белфаст | Ирландия  | 6:1       | Домашний чемпионат 1886 |
| 5 | 7 марта 1891    | «Молинью», Вулвергемптон   | Ирландия  | 6:1       | Домашний чемпионат 1891 |

Итого: 5 матчей (1 «сухой») / 4 пропущенных мяча; 4 победы, 0 ничьих, 1 поражение.

## Достижения
«Вулверхэмптон Уондерерс»
- Обладатель Кубка Англии: 1892/93

Сборная Англии
- Победитель Домашнего чемпионата: 1885/86 (разделённая победа), 1890/91

## Вне футбола
После завершения карьеры футболиста управлял пабом в Вулвергемптоне, а затем и в Бирмингеме. Также занимался торговлей табаком.
В феврале 1937 года, выходя из магазина неподалёку от своего дома в Бирмингеме, поскользнулся и упал. Умер в больнице от осложений травмы, полученной при падении. Ему было 75 лет.